# Trzmiel ciemnopasy
Trzmiel ciemnopasy, trzmiel złotopasy (Bombus ruderatus) – gatunek owada z rodziny pszczołowatych. Zaliczany do pszczół właściwych, plemienia trzmielowate (Bombini). W Polsce rzadko spotykany.

## Wygląd
Wzór ubarwienia podobny u obu płci. Tułów czarny z dwiema żółtymi przepaskami (przednią i tylną), obie przepaski szerokie. Na jednym lub dwóch pierwszych segmentach odwłoka owłosienie żółte, zakończenie odwłoka (bez ostatniego segmentu) białe, pozostała część odwłoka owłosiona czarno.  Podobny trzmiel ogrodowy ma żółte przepaski tułowiowe jaśniejsze i o mniej ostrych krawędziach, a także futerko o mniej równej długości (u trzmiela ciemnopasego owłosienie wygląda jak przystrzyżone).

## Biologia
Gatunek społeczny. Gniazda zakładane są w ziemi. Występuje na łąkach, polach, skrajach lasów, w górach do ok. 700 m n.p.m. Należy do trzmieli długojęzyczkowych i może odwiedzać kwiaty o długiej, rurkowatej koronie, np. koniczynę, wykę.